# Singerberg
Singerberg war eine kurzlebige Gemeinde, die von 1994 bis 1996 existierte. Die Gemeinde gehörte zunächst zum Landkreis Arnstadt in Thüringen und hatte weniger als 1500 Einwohner. Der Name der Gemeinde wird vom Singer Berg hergeleitet.

## Gründung
Am 6. April 1994 wurde die Gemeinde Singerberg neu gebildet. Ihr gehörten die bisherigen Gemeinden Dörnfeld an der Ilm (mit dem Ortsteil Cottendorf), Geilsdorf, Gösselborn, Griesheim, Hammersfeld, Singen und Traßdorf an. Der Sitz der Gemeindeverwaltung befand sich in Singen.

## Kreiszugehörigkeit
Die neue Gemeinde gehörte zunächst zum Landkreis Arnstadt. Etwa drei Monate nach Bildung der Gemeinde ging dieser am  1. Juli 1994 im Ilm-Kreis auf.

## Gemeindeauflösung
Bereits zum 1. Juni 1996 wurde die junge Gemeinde wieder aufgelöst. Zusammen mit den Gemeinden Dienstedt-Hettstedt (mit Dienstedt, Großhettstedt und Kleinhettstedt), Ehrenstein, Großliebringen (mit Kleinliebringen), Nahwinden (mit Döllstedt) und Niederwillingen (mit Behringen und Oberwillingen) wurde sie in die neue Gemeinde Ilmtal eingegliedert. Der Sitz der Ilmtaler Gemeindeverwaltung befand sich in Griesheim.